# Acheron-kútbarlang
Az Acheron-kútbarlang Cserszegtomajon található. 1988 óta Magyarország fokozottan védett barlangjai közül az egyik. Kút ásása közben fedezték fel. Cserszegtomaj két fokozottan védett barlangja közül az egyik, a másik a Cserszegtomaji-kútbarlang.

## Leírás
A Balaton-felvidéki Nemzeti Parkban, a cserszegtomaji templomtól Ny–ÉNy-i irányban 730 m-re, a Cserszegtomaji-kútbarlangtól kb. 750 m-re található. Magánterületen nyílik. A kútba leereszkedve 28 m mélységben vannak az alsó-pannon kovás homokkő és nori fődolomit határán kialakult barlang bejáratai. A kút két oldalán húzódó járatrendszer. A kút mélysége 32 m.
Az üreg kialakulásában elsősorban a hévizes, keveredési korróziós hatásoknak volt szerepe, azonban a járat jelenlegi arculatának kialakulásában és a kitöltésképződésben a hideg karsztvizek hatása is megmutatkozik. Egyetlen enyhén kanyargó, széles (4 és 12 m között váltakozó), lapos folyosóból áll. Horizontális jellegű, szintkülönbsége alig van. Képződményei és formakincse ritkaság Magyarországon. Hazánkban csak itt fordulnak elő limonitcseppkövek, méghozzá nagyon nagy számban. A levegő hőmérséklete 12,5–12,8 °C. 100% a relatív páratartalma. Bejárásához szükséges a Balaton-felvidéki Nemzeti Park Igazgatóság engedélye.
Előfordul a barlang az irodalmában Acheron-kutbarlang (Eszterhás 1984), Birkás-féle-kutbarlang (Eszterhás 1984), Birkás-Kovács-féle-kutbarlang (Eszterhás 1984), Birkás Kovács-féle kútbarlang (Kárpát 2003), Birkás-Kovács-féle kútbarlang (Tóth 1965), Birkás Kovács János-féle kútbarlang (Kordos 1984), Birkás Kovács János féle kútbarlang (Bertalan 1976) és Birkás Kovács János kutbarlangja (Eszterhás 1984) neveken is.

## Kutatástörténet
Birkás–Kovács Jánosék telkén fedezték fel kút ásása közben 1957-ben, de azután befalazták. 1965-ben átvizsgálta a kutat a Toldy Barlangkutató Csoport, azonban az üreget nem találták meg, valószínűleg a nyílás helyére vonatkozó téves adat miatt.
Az 1976-ban befejezett és Bertalan Károly által írt, Magyarország barlangleltára című kéziratban az olvasható, hogy a Birkás Kovács János féle kútbarlang a Bakonyban és a Keszthelyi-hegységben helyezkedik el, Cserszegtomajon. A Cserszegtomaji-kútbarlangtól ÉNy-ra kb. 825 m-re, a Keszthely–Sümeg országúttól K-re kb. 200 m-re van. Kút falában, 26 m mélyen van a bejárata, amely 114 m tszf. magasságban nyílik. Közvetlen bejárata be van falazva. A barlang tetejéről sárcsapok lógnak és talaja iszapos. A kézirat barlangra vonatkozó része 2 irodalmi mű alapján lett írva.
A barlang bejáratát 1983 márciusában az Acheron Barlangkutató Szakosztály tagjainak sikerült újra felfedezni. 1983-ban az Acheron Barlangkutató Szakosztály tagjai (Kárpát József, Károly Gábor, Szabóné Bernáth Anna) felmérték a barlangot. Ugyanebben az évben Kárpát József az 1983. évi felmérés alapján megszerkesztette az Acheron-kútbarlang alaprajz térképét, hosszmetszet térképét és 8 keresztmetszet térképét. Az alaprajz térképen, amelyen látható az É-i irány, megfigyelhető a 8 keresztmetszet elhelyezkedése a barlangban. Az alaprajz térképen és a 8 keresztmetszet térképen 1:250 méretarányban van bemutatva a barlang. 1983-ban Holl Balázs az 1983. évi felmérés alapján megrajzolta a barlang térhálós képét. 1984-ben a Délkeleti-ágban lapos és széles termet sikerült feltárni. A tapasztalatok szerint további részek megtalálására is itt van nagy esély. Az Északnyugati-ág mennyezetomladékát áthatolhatatlannak vélték.
Az 1984-ben napvilágot látott, Magyarország barlangjai című könyv országos barlanglistájában szerepel a barlang Birkás Kovács János-féle kútbarlang néven. A listához kapcsolódóan látható a Déli-Bakony, a Balaton-felvidék és a Keszthelyi-hegység barlangjainak földrajzi elhelyezkedését bemutató 1:500 000-es méretarányú térképen a barlang földrajzi elhelyezkedése. Az 1984-ben megjelent, Lista a Bakony barlangjairól című összeállítás szerint a Keszthelyi-hegységben, a 4440-es barlangkataszteri tájegységben, Cserszegtomajon helyezkedik el a Birkás-Kovács-féle-kutbarlang, amelynek további nevei Birkás-féle-kutbarlang, Birkás Kovács János kutbarlangja és Acheron-kutbarlang. A karsztos barlang kb. 200 m hosszú és 28 m mély. Az 1986. évi Karszt és Barlangban megjelent bibliográfia regionális bibliográfia részében szerepel a barlang Acheron-kútbarlang néven. Az összeállítás szerint a Karszt és Barlangban publikált írások közül 2 foglalkozik a barlanggal.
Az 1987. december 31-i állapot alapján Magyarország 71. leghosszabb barlangja a 4440 barlangkataszteri egységben lévő, 200 m hosszú Acheron-kútbarlang. A 72. leghosszabb barlang (Dorogi 1. sz. kaverna) szintén 200 m hosszú. Az összeállítás szerint az 1977. évi Karszt és Barlangban közölt hosszúsági listában az Acheron-kútbarlang nincs benne. 1988. október 1-től a környezetvédelmi és vízgazdálkodási miniszter 7/1988. (X. 1.) KVM rendeletének (6. §. 2. pont, illetve 5. sz. melléklet) értelmében a Bakony hegységben lévő Acheron-kútbarlang fokozottan védett barlang. Genetikája és egyedi képződményei miatt lett fokozottan védett barlang. Az 1988. évi Karszt és Barlangban közölve lett, hogy a Bakony hegységben elhelyezkedő Acheron-kútbarlang bekerült Magyarország fokozottan védett barlangjai közé. Magyarországon az Acheron-kútbarlanggal együtt 108 barlang van fokozottan védve.
2001. május 17-től a környezetvédelmi miniszter 13/2001. (V. 9.) KöM rendeletének értelmében a Bakony hegység területén lévő Acheron-kútbarlang fokozottan védett barlang. Egyidejűleg a fokozottan védett barlangok körének megállapításáról szóló 1/1982. (III. 15.) OKTH rendelkezés hatályát veszti. A 2003-ban kiadott, Magyarország fokozottan védett barlangjai című könyvben található, Egri Csaba és Nyerges Attila által készített hosszúsági lista szerint a Keszthelyi-hegységben lévő és 4440-3 barlangkataszteri számú Acheron-kútbarlang Magyarország 96. leghosszabb barlangja 2002-ben. A 2002-ben 200 m hosszú barlang 1987-ben 210 m hosszú volt.
2005. szeptember 1-től a környezetvédelmi és vízügyi miniszter 23/2005. (VIII. 31.) KvVM rendelete szerint a Bakony hegységben lévő Acheron-kútbarlang fokozottan védett barlang. A 2005-ben megjelent, Magyar hegyisport és turista enciklopédia című könyvben meg van említve, hogy az Acheron Barlangkutató Szakosztály egyik legjelentősebb feltárása az Acheron-kútbarlang (200 m). Kárpát József szócikkében meg van említve, hogy Kárpát József részt vett az Acheron-kútbarlang 1982. évi 500 m hosszig történt feltárásán.
2007. március 8-tól a környezetvédelmi és vízügyi miniszter 3/2007. (I. 22.) KvVM rendelete szerint a Balatoni Nemzeti Park Igazgatóság működési területén lévő Keszthelyi-hegységben elhelyezkedő Acheron-kútbarlang az igazgatóság engedélyével tekinthető meg. 2013. július 19-től a vidékfejlesztési miniszter 58/2013. (VII. 11.) VM rendelete szerint az Acheron-kútbarlang (Keszthelyi-hegység, Balaton-felvidéki Nemzeti Park Igazgatóság működési területe) az igazgatóság hozzájárulásával látogatható. 2015. november 3-tól a földművelésügyi miniszter 66/2015. (X. 26.) FM rendelete szerint az Acheron-kútbarlang (Bakony hegység) fokozottan védett barlang. 2021. május 10-től az agrárminiszter 17/2021. (IV. 9.) AM rendelete szerint az Acheron-kútbarlang (Keszthelyi-hegység, Balaton-felvidéki Nemzeti Park Igazgatóság működési területe) az igazgatóság engedélyével látogatható. A 13/1998. (V. 6.) KTM rendelet egyidejűleg hatályát veszti.

## További irodalom
- Pintér István: A Cserszegtomaji kútbarlangról... Természettudományi Közlöny, 1957. (1. [88.] évf.) 7. sz. 336. old.